# Harald Lenßen
Harald Lenßen (* 28. September 1960) ist ein CDU-Kommunalpolitiker und war von 2009 bis 2020 Bürgermeister der Stadt Neukirchen-Vluyn.

## Leben
Lenßen ist Sparkassenbetriebswirt und war bis zu seiner Wahl zum Bürgermeister Leiter der Geschäftsstelle Vluyn der Sparkasse am Niederrhein.
Seit 1995 ist er Mitglied der CDU. Ab 1996 war er sachkundiger Bürger und seit 2002 Ratsmitglied und von 1996 bis 2006 stellvertretender Parteivorsitzender. Bei den Kommunalwahlen am 30. September 2009 wurde er mit 45,34 % der Stimmen in das Amt des Bürgermeisters  gewählt, wo er sich gegen den SPD-Kandidaten Jochen Gottke (40,10 %) durchsetzte. Bei den Stichwahlen am 27. September 2020 unterlag er dem von der SPD unterstützten, jedoch parteilosen Gewerkschafter Ralf Köpke.
Lenßen ist seit 1982 verheiratet und hat zwei erwachsene Kinder.